# Алевіз Фрязін
Алевіз Фрязін (Алевіз Новий, італ. Aloisio; кін. XV — поч. XVI ст.) — італійський архітектор.

## Життєпис
У 1503 році працював у Криму, де почав будівництво Бахчисарайського палацу. Тут зберігся так званий «Портал Демір-Капи» (або «Портал Алевіза») — кам'яний портал коринфського ордера, виконаний у стилі італійського Відродження.
У 1503—1508 роках працював у Москві, де спорудив Троїцький міст.

## Галерея

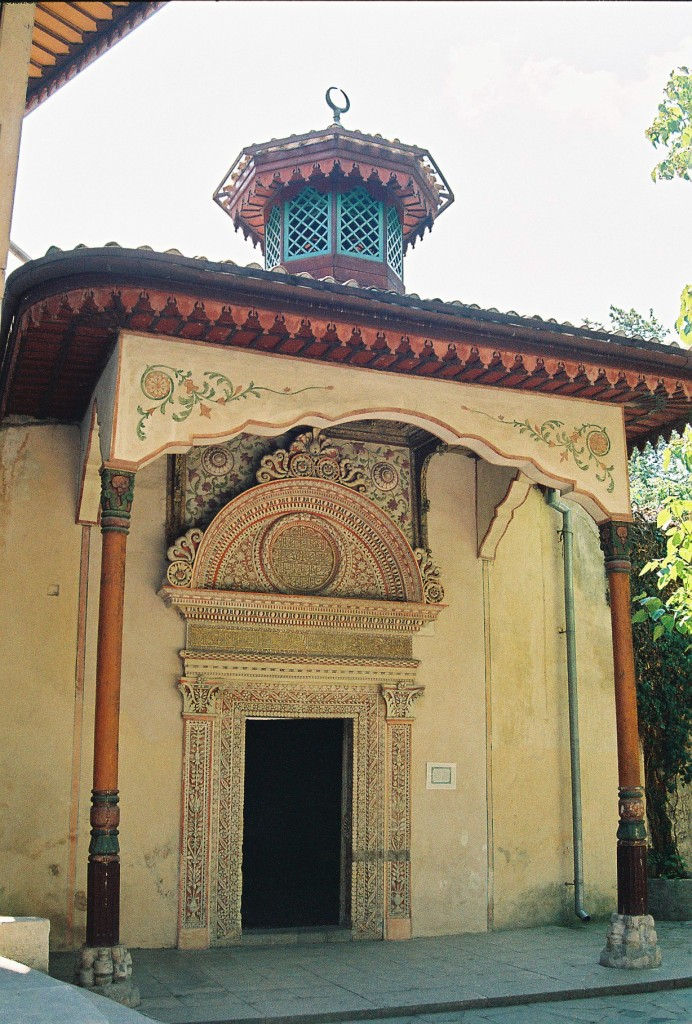
Алевіз Фрязін. Портал Бахчисарайського ханського палацу, 1503
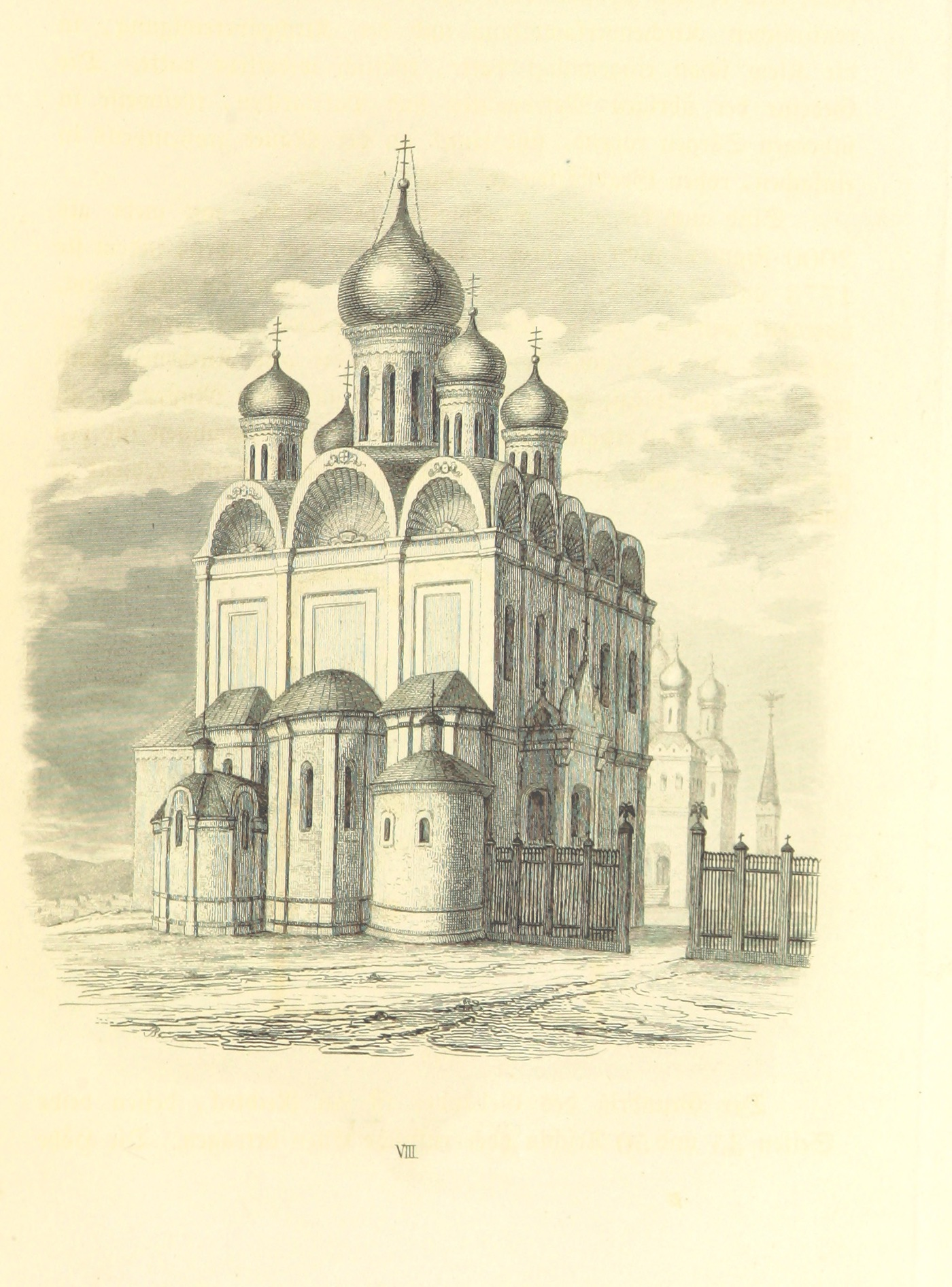
Архангельский собор в Москві